# Берри-Буи
Берри́-Буи́ (фр. Berry-Bouy) — коммуна во Франции, находится в регионе Центр. Департамент — Шер. Входит в состав кантона Меэн-сюр-Йевр. Округ коммуны — Вьерзон.
Код INSEE коммуны — 18028.

## География
Коммуна расположена приблизительно в 195 км к югу от Парижа, в 95 км южнее Орлеана, в 9 км к западу от Буржа.
По территории коммуны протекает река Йевр.

## Население
Население коммуны на 2008 год составляло 1134 человека.
| 1962 | 1968 | 1975 | 1982 | 1990 | 1999 | 2008 |
| ---- | ---- | ---- | ---- | ---- | ---- | ---- |
| 473  | 501  | 612  | 807  | 966  | 934  | 1134 |

## Администрация
| Период | Период | Фамилия          | Партия | Примечания |
| ------ | ------ | ---------------- | ------ | ---------- |
| 2001   | 2008   | Доминик Жеродель |        |            |
| 2008   | 2014   | Бернадет Гуэн    |        |            |

## Экономика
В 2007 году среди 760 человек в трудоспособном возрасте (15-64 лет) 574 были экономически активными, 186 — неактивными (показатель активности — 75,5 %, в 1999 году было 77,0 %). Из 574 активных работали 531 человек (273 мужчины и 258 женщин), безработных было 43 (18 мужчин и 25 женщин). Среди 186 неактивных 76 человек были учениками или студентами, 76 — пенсионерами, 34 были неактивными по другим причинам.

## Достопримечательности
- Церковь Сент-Илер (XIX век)
  - Бронзовый колокол (1596 год). Исторический памятник с 1943 года[3]
- Заброшенная церковь Сен-Панталеон
- Замок Буи
  - Бронзовый колокол (XIV век). Исторический памятник с 1951 года[4]

## Фотогалерея
- Церковь Сент-Илер
- Часовня Сент-Эньян
- Карта коммуны